# Taça Amílcar Cabral
A Taça Amílcar Cabral foi uma competição de seleções de futebol que englobava os países da chamada Zona 2 do Conselho Supremo do Desporto em África (CSDA), na África Ocidental. 
Era organizada pela União das Federações Oeste Africanas e foi realizada de 1979 a 2009. O nome da competição é uma homenagem ao político africano Amílcar Cabral.

## Nações Participantes
A competição era aberta para times da chamada Zona 2 da UFOA (WAFU):
- Cabo Verde
- Gâmbia
- Guiné
- Guiné-Bissau
- Mali
- Mauritânia
- Senegal
- Serra Leoa

## História
A Taça teve sua primeira edição em 1979 e era disputada anualmente até 1989, quando passou a ser bienal e ficou assim até 1997. 
Após isto, ficou sem ser disputada por três anos, quando foi retomada em 2000, seguindo-se o campeonato de 2001. Houve uma nova interrupção, desta vez de quatro anos, sendo retomada em 2005, novamente de forma bienal. A edição de 2009 foi a primeira a ser cancelada e, após isso, a competição não foi mais realizada. 
Senegal foi o maior vencedor da competição, com oito títulos ao longo dos torneios, seguido pela seleção da Guiné-Conacri, com cinco títulos.
Após o cancelamento da edição de 2009 da Taça, a realização de um novo torneio nos anos seguintes ficou indefinida pelos países participantes. Em agosto de 2011, o Conselho Superior de Desporto anunciou que a Taça Amílcar Cabral passava a ser uma competição oficial da Confederação Africana de Futebol (CAF), e os dois grupos da África Ocidental (Zona 1 e Zona 2) a formar um único grupo. No entanto, nenhum torneio foi realizado nos anos posteriores.
Em 2017, após algumas participações como convidados, todos os países da Zona 2 da África Ocidental passaram a disputar a Copa das Nações do Oeste Africano, que estava em sua 4ª edição.

## Campeões
| 1979 Detalhes | Guiné-Bissau | Senegal    | 1 - 0            | Mali         | Guiné      | 2 - 2 (5 - 4) pk | Guiné-Bissau |
| 1980 Detalhes | Gâmbia       | Senegal    | 1 - 0            | Gâmbia       | Guiné      | 2 - 0            | Mauritânia   |
| 1981 Detalhes | Mali         | Guiné      | 0 - 0 (6 - 5) pk | Mali         | Senegal    | 5 - 1            | Cabo Verde   |
| 1982 Detalhes | Cabo Verde   | Guiné      | 3 - 0            | Senegal      | Mali       | 2 - 1            | Cabo Verde   |
| 1983 Detalhes | Mauritânia   | Senegal    | 3 - 0            | Guiné-Bissau | Mali       | 2 - 0            | Mauritânia   |
| 1984 Detalhes | Serra Leoa   | Senegal    | 0 - 0 (5 - 3) pk | Serra Leoa   | Mali       | 2 - 0            | Gâmbia       |
| 1985 Detalhes | Gâmbia       | Senegal    | 1 - 0            | Gâmbia       | Mali       | 1 - 0            | Cabo Verde   |
| 1986 Detalhes | Senegal      | Senegal    | 3 - 1            | Serra Leoa   | Gâmbia     |                  | Guiné        |
| 1987 Detalhes | Guiné        | Guiné      | 1 - 0            | Mali         | Senegal    | 0 - 0 (3 - 0) pk | Serra Leoa   |
| 1988 Detalhes | Guiné-Bissau | Guiné      | 3 - 2            | Mali         | Senegal    | 2 - 1            | Serra Leoa   |
| 1989 Detalhes | Mali         | Mali       | 3 - 0            | Guiné        | Cabo Verde | 1 - 0            | Serra Leoa   |
| 1991 Detalhes | Senegal      | Senegal    | 1 - 0            | Cabo Verde   | Serra Leoa |                  | Gâmbia       |
| 1993 Detalhes | Serra Leoa   | Serra Leoa | 2 - 0            | Senegal      | Gâmbia     | 2 - 0            | Mali         |
| 1995 Detalhes | Mauritânia   | Serra Leoa | 0 - 0 (4 - 2) pk | Mauritânia   | Cabo Verde | 1 - 0            | Guiné-Bissau |
| 1997 Detalhes | Gâmbia       | Mali       | 1 - 0            | Senegal      | Guiné      | 2 - 2 (5 - 4) pk | Gâmbia       |
| 2000 Detalhes | Cabo Verde   | Cabo Verde | 1 - 0            | Senegal      | Guiné      | 2 - 0            | Mali         |
| 2001 Detalhes | Mali         | Senegal    | 3 - 1            | Gâmbia       | Mali       | 2 - 1            | Guiné-Bissau |
| 2005 Detalhes | Guiné        | Guiné      | 1 - 0            | Senegal      | Mali       | 1 - 0            | Guiné-Bissau |
| 2007 Detalhes | Guiné-Bissau | Mali       | 2 - 1            | Cabo Verde   | Senegal    | 2 - 1            | Guiné-Bissau |

### Maiores vencedores
| Títulos | País       | Ano(s)                                         |
| ------- | ---------- | ---------------------------------------------- |
| 8       | Senegal    | 1979, 1980, 1983, 1984, 1985, 1986, 1991, 2001 |
| 5       | Guiné      | 1981, 1982, 1987, 1988, 2005                   |
| 3       | Mali       | 1989, 1997, 2007                               |
| 2       | Serra Leoa | 1993, 1995                                     |
| 1       | Cabo Verde | 2000                                           |

### Países que mais vezes sediaram a competição
4 vezes
- Guiné-Bissau - 1979, 1988, 2007, 2014

3 vezes
- Gâmbia - 1980, 1985, 1997
- Mali - 1981, 1989, 2001
- Mauritânia - 1983, 1995, 2009

2 vezes
- Cabo Verde - 1982, 2000
- Guiné - 1987, 2005
- Senegal - 1986, 1991
- Serra Leoa - 1984, 1993